# Indie na Zimowych Igrzyskach Olimpijskich 2022
Indie na Zimowych Igrzyskach Olimpijskich 2022 – występ kadry sportowców reprezentujących Indie na igrzyskach olimpijskich, które odbyły się w Pekinie, w Chińskiej Republice Ludowej, w dniach 4-20 lutego 2022 roku.
Reprezentacja Indii liczyła jednego zawodnika – mężczyznę.
Był to jedenasty start Indii na zimowych igrzyskach olimpijskich.

## Bojkot
Początkiem lutego 2022 rząd indyjski ogłosił bojkot dyplomatyczny Zimowych Igrzyskach Olimpijskich 2022 w proteście przeciwko udziałowi w sztafecie z ogniem olimpijskim jednego z dowódców Chińskiej Armii Ludowo-Wyzwoleńczej, który brał udział w walkach z Indyjskimi Siłami Zbrojnymi w dolinie Galwanu. Zapowiedziano brak przedstawicieli dyplomatycznych Indii oraz innej obecności politycznej na ceremoniach otwarcia i zamknięcia igrzysk. Indyjska telewizja odwołała transmisję ceremonii na żywo. Było to pierwsze w historii zbojkotowanie igrzysk przez Indie. Bojkot nie dotyczył udziału w igrzyskach sportowców. 
Rząd indyjski wcześniej odmówił przyłączenia się do bojkotu dyplomatycznego igrzysk, zapowiedzianego przez kilka państw zachodnich w proteście przeciwko naruszeniom praw człowieka.

## Reprezentanci

### Narciarstwo alpejskie
| Zawodnik       | Konkurencja            | 1 przejazd | 1 przejazd | 2 przejazd | 2 przejazd | Łącznie | Łącznie | Źródło |
| Zawodnik       | Konkurencja            | Czas       | Pozycja    | Czas       | Pozycja    | Czas    | Pozycja | Źródło |
| -------------- | ---------------------- | ---------- | ---------- | ---------- | ---------- | ------- | ------- | ------ |
| Arif Mohd Khan | slalom mężczyzn        | DNF        | DNF        | NQ         | NQ         | DNF     | DNF     | [ 2 ]  |
| Arif Mohd Khan | slalom gigant mężczyzn | 1:22,35    | 53.        | 1:24,89    | 44.        | 2:47,24 | 45.     | [ 2 ]  |